# Лапинский проспект
Ла́пинский проспе́кт — проспект в Красногвардейском районе Санкт-Петербурга. Состоит из двух разорванных участков — от железной дороги до Зотовского проспекта и от Индустриального проспекта до улицы Коммуны.

## История
Название Лапинский проспект появилось в 1920-х годах. Оно произошло от фамилии К. Д. Лапина, владельца несохранившегося дома на Пискаревском проспекте, 63.
Первоначально проспект шел от Екатерининского проспекта до Безымянного ручья. Современные границы были установлены в 1960-е годы.
6 декабря 1976 года наименование проспекта было упразднено, но решение выполнено не было — молокозавод и несколько домов, назначенных к сносу, продолжали по нему числиться. 7 июля 1999 года название проспекта восстановили официально.
Прежде восточный участок проспекта имел покрытие из бетонных плит и грунта. В ноябре 2023 года завершилась реконструкция этого участка: по всей длине был уложен асфальт, по обе стороны созданы тротуары (северный мощеный и южный асфальтированный).